# Raccordo ferroviario

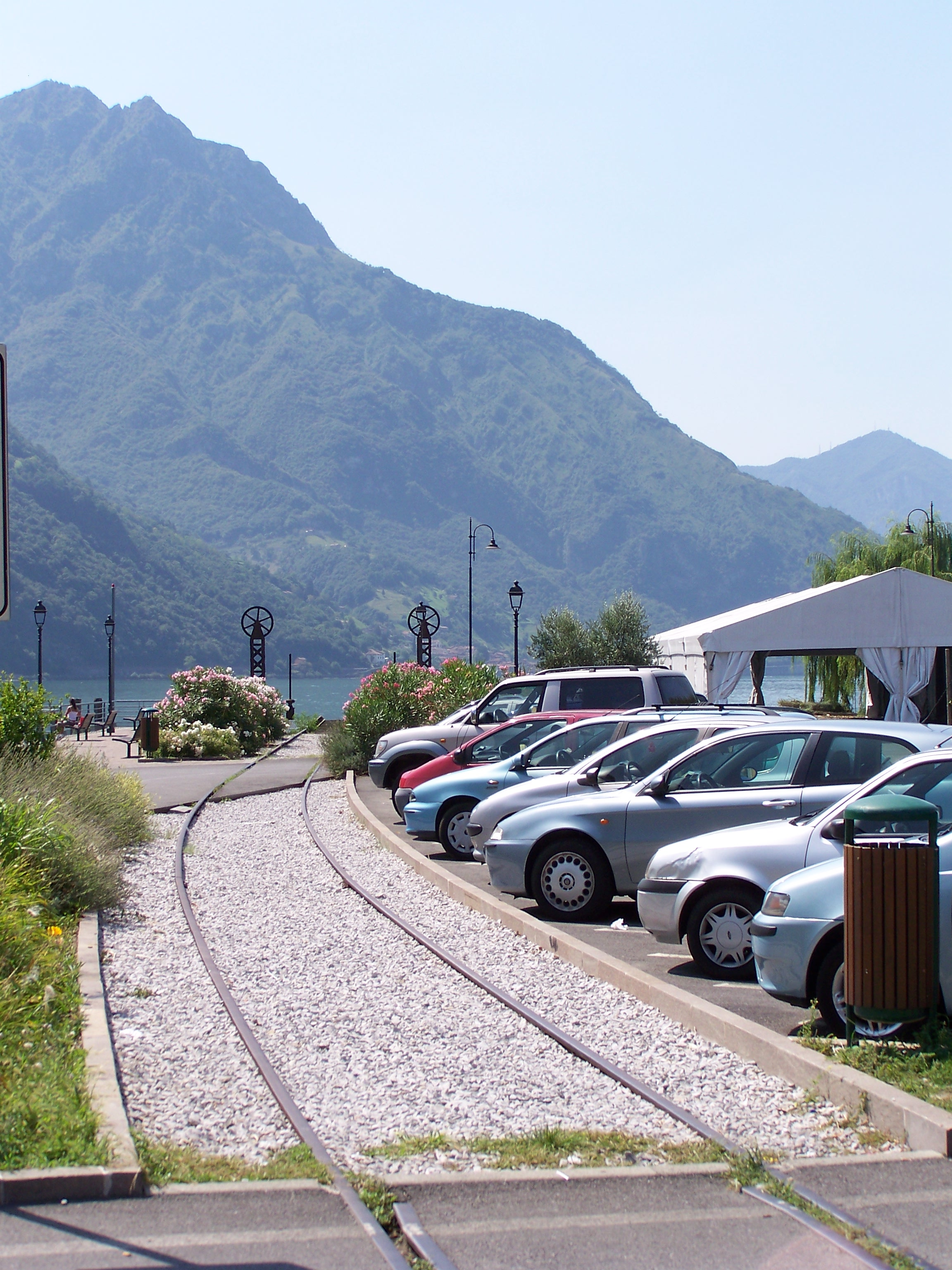
Raccordo ferroviario che collega la stazione di Pisogne con l'imbarcadero per il lago di Iseo

Un raccordo, nella tecnica ferroviaria, è un tratto di binario che permette il collegamento ferroviario di una stazione o una linea con stabilimenti industriali, terminal intermodali, interporti, imbarcaderi, o altri impianti ferroviari.  
Talvolta il termine viene impiegato come sinonimo di stabilimento o impianto raccordato alla ferrovia.
La circolazione sul raccordo ferroviario viene gestita dalla stazione (o dal posto di movimento) da cui il raccordo si dirama, fino al confine con l'impianto che il raccordo serve; da questo punto in poi il binario di raccordo prende il nome di binario di introduzione o binario di presa e consegna.
In contesti importanti, come per esempio grandi aree industriali o portuali, in cui esistono più raccordi, questi possono confluire in un unico binario, definito binario consortile o dorsale, a sua volta collegato con una stazione.